# Fissidentalium tenuicostatum
Fissidentalium tenuicostatum is een Scaphopodasoort uit de familie van de Dentaliidae. De wetenschappelijke naam van de soort is voor het eerst geldig gepubliceerd in 1989 door Qi & Ma.